# Jean-Claude Meslaye
Jean-Claude Meslaye – francuski judoka.
Srebrny medalista mistrzostw Europy w 1966. Drugi na mistrzostwach Francji w 1966 i 1969; trzeci w 1968 roku.